# Camponotus chilensis
El hormigón dorado (Camponotus chilensis) es una especie de hormiga de la subfamilia Formicinae propia de Chile y Argentina.

## Características
Adultos grandes de color totalmente negro lustroso con las patas de color algo más claras, de 11 a 14 mm de largo las hembras y de 6,8 a 8 mm los machos. Cabeza triangular, los costados de la cabeza en vista frontal con abundantes pelos erectos. El dorso del abdomen posee vellosidad amarilla dorada larga y deprimida. Las hembras fértiles tienen la cabeza ligeramente más pequeña y más alargada que las de las obreras. El color general del cuerpo y de los pelos la hacen fácilmente confundible con las especies Camponotus ovaticeps (Spinola) y Camponotus spinolae Roger, pero estas no poseen pelos erectos en los costados de la cabeza. Las obreras son ápteras. Los vuelos nupciales involucran a machos y hembras aladas.

### Estados inmaduros
Los huevos son muy pequeños (1 mm de largo) y de transparencia blanquecina. Las larvas miden hasta 13 mm de largo. Las pupas se presentan como capullo sedoso de varios tamaños.

## Dieta
Son omnívoras. Se alimentan de diversas materias como por ejemplo animales muertos, vegetales, soluciones azucaradas, también diversos tipos de insectos, frutas como la uva, manzana, pera, entre otros.

## Ciclo biológico
Cuando un nido de hormigas está maduro, la o las reinas comienzan a producir individuos reproductores. Estos individuos nacen con alas pues realizan vuelo nupcial. Posterior a este proceso, la reina ya fecundada comienza una vida destinada solo a producir descendencia. Durante las primeras fases de su postura, se ubica en la primera cámara de un nido improvisado que ella misma construye, no se alimenta y la única fuente energética la obtiene de la posterior reabsorción de los músculos alares. A medida que nacen las obreras, estas alimentan a la reina, se encargan de los estados inmaduros en desarrollo, construyen otras cámaras, etc.
Se estudió el ciclo biológico de la hormiga Camponotus chilensis en laboratorio. Las reinas (n= 20) fueron obtenidas en la Reserva de Río Clarillo en el Cajón del Maipo entre los meses de mayo y junio de 2002. Una vez trasladadas al Laboratorio de Zoología y Etología se procedió a registrar los eventos de postura y desarrollo de los estados inmaduros por reina en nidos individuales. En la primera fase del experimento se estimó el tiempo promedio (en días) que tardan los diferentes estados larvarios hasta alcanzar al adulto. Los resultados fueron los siguientes: 10,5 días en pasar de huevo a larva, 10,8 días en pasar de larva a pupa y de 13,4 días en llegar a adulto; la supervivencia promedio de cada estado de desarrollo fue variable, los resultados fueron: 73,17% de supervivencia de larvas, 39,35% de supervivencia de pupas, 35,61% de supervivencia de obreras.[cita requerida]

## Distribución geográfica
Camponotus chilensis habita en Chile; se distribuye desde la II a la X regiones (Ubicable en la XIV región) También se la encuentra en Argentina.

## Hábitat
Habita en sectores precordilleranos, con hormigueros no muy profundos cercanos a ríos y cursos de agua, también se le puede encontrar en caminos de tierra, cerros alejados de las ciudades, como también en bosques esclerófilos.

## Comportamiento
Los vuelos nupciales se producen de primavera a finales de verano, donde estas vuelan casi al final del día. Son de carácter más bien pacífico.
Durante el invierno son poco activas dependiendo esto de la temperatura. En invierno, la reina pone huevos que son usados como alimento por la colonia para sobrevivir si escasea el alimento.
Se les puede ver recorriendo los sectores cercanos a su hormiguero buscando alimento. No hacen filas como otras especies, sin embargo, actúan igual como las demás informando al resto a través de un beso químico de la proximidad de algún alimento dejando un rastro químico. También suelen alimentarse de secreciones azucaradas que obtienen de algunas especies de arbustos pequeños y se las puede observar en masa succionando entre el follaje.
Las princesas o reinas infértiles son aladas, no ponen huevos y su cabeza y tórax difieren morfológicamente de la reina ponedora. En tanto, los machos son alados y pequeños, con un abdomen más bien ahusado y una cabeza pequeña. Estos mueren luego de aparearse.